# Wyspa Zajęcza
Wyspa Zajęcza (ros. Заячий остров – Zajaczij ostrow) – wyspa na Newie w Petersburgu (Rosja). Od Wyspy Piotrogrodzkiej oddzielona jest od strony północnej Kanałem Kronwierkskim, ponad którym wyspy połączone są mostami – Kronwierkskim i Ioannowskim.

## Historia
Wyspa Zajęcza pierwotnie była niepozorna, podmokła i niezaludniona. Było tak do 1703, kiedy to Piotr Wielki rozpoczął budowę twierdzy Pietropawłowskiej, samemu kładąc pierwsze fundamenty. Do końca XIX wieku wyspa była podzielona na cztery części za sprawą trzech kanałów wewnątrz twierdzy, które zostały następnie zasypane. Z wyspy rozciągają się malownicze widoki na zabytkową część centrum miasta i rzekę Newę.

### Groby masowe
Podczas Czerwonego Terroru wyspa była miejscem masakry przeprowadzonej na wrogach państwa. Liczne ciała zostały znalezione w trakcie niedawnej budowy drogi do parkingu samochodowego. Szacuje się, że liczba pochowanych ciał wynosi od kilkuset do nawet tysiąca. Organizacja ochrony praw człowieka Memoriał obecnie próbuje przekonać władze do prawidłowego zbadania grobów.